# Joel Allansson
Joel Emil Martin Allansson (3 novembre 1992) è un calciatore svedese, centrocampista dell'Halmstad.

## Carriera

### Club
Cresce nel settore giovanile del Nybro IF, con cui ha giocato alcune partite in prima squadra nel 2008 in quarta serie nazionale.
Nel 2009 si è trasferito all'IFK Göteborg, ma l'esordio in maglia biancoblu è arrivato solo due anni più tardi, nel 2011.
Nel gennaio del 2015 è diventato ufficialmente un giocatore del Randers, squadra danese impegnata in Superligaen.
La sua permanenza in Danimarca è durata quattro anni: nel gennaio 2019 è infatti passato ufficialmente all'Halmstad, club militante nella seconda serie nazionale. Al termine del campionato di Superettan 2020 la squadra ha ritrovato la promozione in Allsvenskan.

### Nazionale
Ha giocato nelle nazionali giovanili svedesi Under-17, Under-19 ed Under-21.
Nel 2017 ha giocato 2 partite con la nazionale maggiore svedese.

## Palmarès

### Club

#### Competizioni nazionali
- Coppa di Svezia: 1

IFK Göteborg: 2012-2013